# Wild Out
Wild Out to singel amerykańskiej grupy hip-hopowej The Lox promujący album "We Are the Streets". Wydany w 1999 roku.
Poza The Lox, w utworze wystąpił Swizz Beatz, który zajął się również produkcją singla.

## Lista utworów

### Strona A
1. "Wild Out" (LP Version) – 5:10
2. "WILD Out" (Clean Version) – 4:04

### Strona B
1. "Wild Out" (Instrumental) – 5:10
2. "Wild Out" (Acapella Version) – 5:10